# Совромпетроль

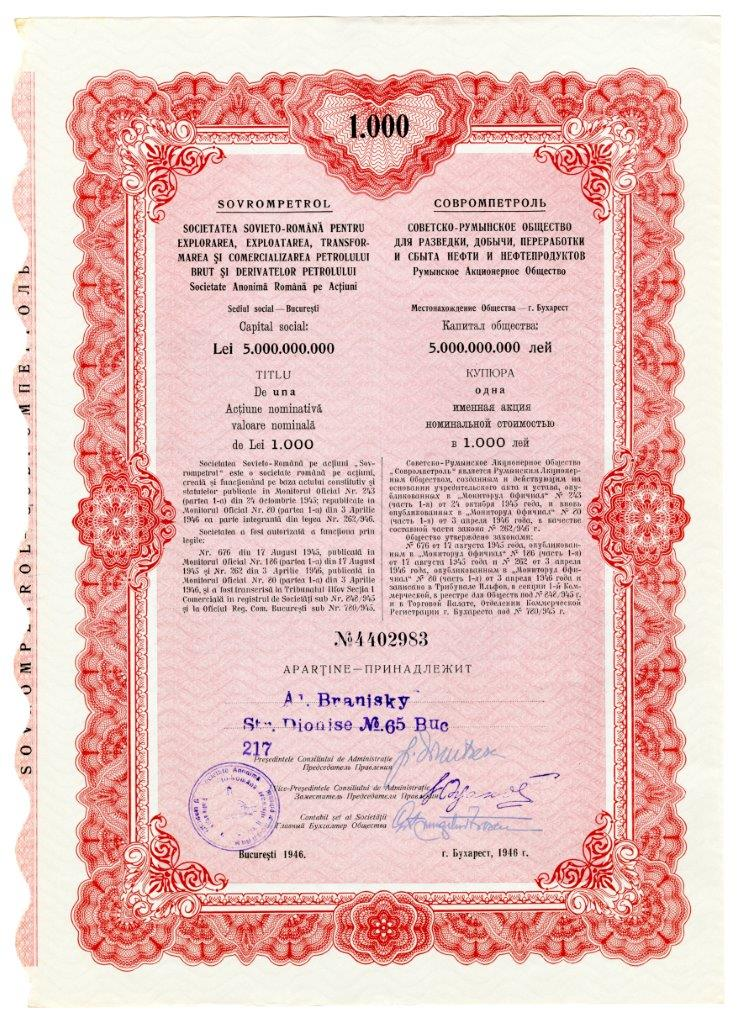
Акция именная в 1000 лей Советско-Румынского общества для разведки, добычи, переработки и сбыта нефти и нефтепродуктов. Румынское акционерное общество. Г. Бухарест, 1946 г.

Совромпетроль (рум. Sovrompetrol era societate sovieto-română pentru explorarea, exploatarea, transformarea și comercializarea petrolului brut și derivatelor petrolului.) — румынское акционерное общество, совместное советско-румынское предприятие, созданное для разведки, добычи, переработки и сбыта нефти и нефтепродуктов.
Общество Совромпетроль возникло после окончания II мировой войны и освобождения Румынии от фашизма в 1945 г. Компания при помощи советских технологий и специалистов в первую очередь занималась освоением нефтяных месторождений этого восточно-европейского государства, ставшего на «социалистический путь развития». Как явствует из прессы тех лет, компания Совромпетроль работала хорошо, план по бурению скважин и добыче чёрного золота успешно выполнялся и перевыполнялся.
В 1950—1956 гг. пост директора департамента бурения, главного инженера — технического директора Советско-Румынского общества «Совромпетроль» (по линии Государственного управления советским имуществом за границей) занимал видный советский инженер-нефтяник Степан Иванович Аликин.